# Fantasy Westward Journey
Fantasy Westward Journey ist ein Online-Rollenspiel, das von NetEase, einem chinesischen Spieleentwickler, entwickelt wurde. Seine Wurzeln liegen in der chinesischen Literatur, speziell im klassischen Roman Die Reise nach Westen. Seit seiner Erstveröffentlichung im Jahr 2001 hat sich das Spiel zu einem der erfolgreichsten MMORPG in China entwickelt und erlebte im Laufe der Jahre mehrere Iterationen und Erweiterungen.

## Handlung
Das Spiel schöpft aus dem reichen Fundus des klassischen Romans Die Reise nach Westen und ermöglicht es den Spielern, in die Welt von Xuanzang, dem buddhistischen Mönch aus der Tang-Zeit, und seinen Gefährten einzutauchen, die auf einer Reise durch das Land unterwegs sind, um heilige Schriften zu sammeln.

## Gameplay
Fantasy Westward Journey bietet eine Vielzahl von Charakterklassen, von denen jeder einzigartige Fähigkeiten und Eigenschaften besitzt. Die Handlung des Spiels spiegelt die Abenteuer und Herausforderungen wider, denen die Protagonisten des Romans gegenüberstehen. Die farbenfrohe und comichafte Gestaltung der Spielwelt fängt den Artstil des klassischen Romans ein und bietet den Spielern ein visuelles angemessenes Erlebnis.

## Community
Fantasy Westward Journey legt einen starken Fokus auf soziale Interaktion und Zusammenarbeit. Spieler können Gilden beitreten, Gruppen bilden und gemeinsam Herausforderungen bewältigen. PvP-Elemente fördern den Wettbewerb zwischen den Spielern.

## Erfolg und Beliebtheit
Das Spiel hat in China beträchtliche Beliebtheit erlangt und verfügt über eine engagierte Spielerbasis. Im Westen ist das Spiel eher unbekannt.